# Penelopides
Penelopides je rod převážně ovocožravých zoborožců, kteří se vyskytují v pralesích Filipín. Rod vytyčil v roce 1849 německý přírodovědec Ludwig Reichenbach. Anglický zoolog George Robert Gray následně určil za typový druh tohoto rodu zoborožce rýhozobého (Penelopides panini).
Do rodu Penelopides se řadí 3 druhy zoborožců s následujícím rozšířením:
| Obrázek | Vědecké jméno           | Běžné jméno           | Areál rozšíření                                                  |
| ------- | ----------------------- | --------------------- | ---------------------------------------------------------------- |
|         | Penelopides panini      | Zoborožec rýhozobý    | Ostrovy Panaj, Negros, Masbate a Guimaras; kdysi i Ticao         |
|         | Penelopides manillae    | Zoborožec luzonský    | Luzon a okolní ostrovy (severní Filipíny)                        |
|         | Penelopides affinis     | Zoborožec mindanajský | Mindanao, Dinagat, Siargao a Basilan (jižní Filipíny)            |
|         | Penelopides samarensis  | –                     | Ostrovy Samar, Calicoan, Leyte a Bohol (středovýchodní Filipíny) |
|         | Penelopides mindorensis | Zoborožec mindorský   | Mindoro                                                          |